# Coulaines
Coulaines – miejscowość i gmina we Francji, w regionie Kraj Loary, w departamencie Sarthe.
Według danych na rok 1990 gminę zamieszkiwało 7370 osób, a gęstość zaludnienia wynosiła 1875 osób/km² (wśród 1504 gmin Kraju Loary Coulaines plasuje się na 46. miejscu pod względem liczby ludności, natomiast pod względem powierzchni na miejscu 1197.).